# IC3PEAK
IC3PEAK es un dúo musical de hip-hop, punk,  punk experimental, electrónica, metal y música experimental formado en Moscú, Rusia en 2013, que es conocido por sus canciones que por lo general tienen referencias a la política, el gobierno de su país natal y el Kremlin de Moscú. En varias ocasiones los conciertos del dúo se vieron interrumpidos por las autoridades nacionales, convirtiendo esto en una guerra cultural, según los mismos integrantes. Inclusive, han llegado a ser detenidos en Novosibirsk durante el 2018, supuestamente sin razón aparente.
El dúo en sus inicios produciría canciones en inglés y posteriormente en ruso. Varias de sus canciones están relacionadas con temas sociales y/o políticos de Rusia, por ejemplo: En el video musical de Смерти больше нет («No más muerte»), el dúo aparece parado en frente del Kremlin, vertiéndose queroseno para posteriormente encender un cerillo y encender el queroseno, cantarían sobre los hombros de dos policías antidisturbios y comerían carne cruda frente al Mausoleo de Lenin. La letra de la canción está llena de ironía política. En la canción «Марш», el dúo exploraría el totalitarismo, en la canción "Go With The Flow" la canción refleja la homofobia en Rusia, y en la canción "Плак-Плак" se habla de la violencia doméstica.

## Historia

### Antecedentes
La historia de la creación del dúo comenzaría en octubre de 2013. Nastya y Nikolay se conocerían como estudiantes en la Universidad Estatal de Humanidades de Rusia (UEHR). Ambos crecerían con música clásica y folclórica. El padre de Nikolay era director de orquesta, mientras que la madre de Nastya era cantante de ópera. A pesar de la atmósfera creativa que tenían desde su infancia, ambos miembros nunca recibieron educación musical completa.
Nastya iría por primera vez a una escuela de música, en la clase de violonchelo a la edad de 13 años. Habiendo ingresado a la escuela primaria para alumnos de primer grado a esa edad, teniendo dificultades para acostumbrarse; luego de varias clases Nastya dejaría la escuela de música.
Después de conocer gente afín el uno en el otro, Nikolay y Nastya dejarían sus estudios para volver a concertrarse en el arte, en ese momento, Nikolay ya tenía su propio proyecto musical, «Oceanía» pero este carecía de un vocalista, Nastya solía ser miembro del grupo musical #PRIPOY, un grupo musical formado por mujeres que tocaban instrumentos de ruido, después de que Nikolay y Nastya trabajaran juntos, empezarían a formar el actual dúo musical.
Habiendo ya crecido, comenzarían a escuchar no solo música clásica, sino también composiciones modernas. Estos, cansados de la música "ordinaria", el dúo decidiría experimentar en busca de un sonido fresco, probando ritmos irregulares, riffs de guitarra originales y procesamientos de voz computarizados. Considerarían que los resultados no estaban mal y lo presentarían públicamente en internet. Sus temas debut sorprenderían a varios oyentes y provocaría críticas mixtas.

### IC3PEAK (2013-presente)
Según ambos miembros, el dúo se formaría el 19 de octubre de 2013.
La primera aparición del dúo tomaría lugar en San Petersburgo como continuación de un concierto dado en Moscú llamado "W17CHØU7" (Witchout), el concierto tendría una audiencia de aproximadamente 600 personas. El dúo se describe a sí mismo como un «proyecto audiovisual».
Desde comienzos del proyecto, las características que más destacaban de IC3PEAK fueron la mezcla de varios géneros musicales, dando un énfasis simultáneo en los componentes de audio y visuales, el atractivo de las letras de las canciones a temas tabú, por ejemplo, la muerte. Los propios integrantes describirían el periodo inicial de su proyecto como, "terrorismo audiovisual".
El dúo lanzaría su primer RE debut «Substances» en el sello STYLSS con sede en la ciudad de Portland en 2014, el dúo escogería la canción "Ether" para hacer su primer video musical. El dúo luego lanzaría su RE "Vacuum". Ese mismo año, en Francia, el dúo sería autorizado para tener audiencia en Europa. Su primer acto en Europa sería dado en las ciudades de París, Burdeos, Riga, Praga y Helsinki, seguido de otros conciertos en Rusia. En 2016 el dúo haría un tour en Brasil, en el que, la mayoría de la audiencia serían inmigrantes de habla rusa, el dúo se vería sorprendido por lo conocidos que eran en ese país. Después del tour en Brasil, el dúo haría otra gira por Europa; según los integrantes, el público más «extraño» con el que estuvieron serían de Polonia, que, en lugar de haber locura y baile como habitualmente ocurría, la audiencia escuchaban al dúo de manera cortés, parados en un mismo lugar y aplaudiendo durante los descansos. Ese mismo año, el dúo grabaría un video musical para la canción «Go With The Flow», para posteriormente hacer una tercera gira por los Estados Unidos, más un concierto en México.
En 2017, IC3PEAK ganaría la Categoría de Electrónica en los Jägermeister Music Awards y el Golden Gargoyle Award por el "Mejor proyecto experimental del año". En noviembre de ese mismo año, el dúo lanzaría su primer álbum compuesto únicamente por canciones en ruso, «Сладкая Жизнь» («Sweet Life»), con la canción "Грустная сука" («Sad Bitch»), consiguiendo más de 37 millones de visitas en YouTube, posteriormente lanzarían la colección "So Safe (Remixes)", que contaría con el rapero ruso Boulevard Depo. Para las canciones "Flame" y "Sad with ***", el dúo grabarían clips hermosos pero un poco aterradores.
Después del lanzamiento de los sencilos BBU y Kawaii Warrior, los fans del dúo notarían que la música sonaba más suave, y que la letra se volvería más significativa; antes de eso, IC3PEAK no le daba mucha importancia a la letra en sus canciones, sin embargo, las canciones no se volvieron claras para el oyente promedio, ya que sus letras seguían teniendo un estilo muy abstracto.
Debido a la censura por parte del gobierno ruso, el dúo no publicaría ninguna obra en 2019. Ese mismo año, el dúo pronunciaría un discurso y cantaría Смерти больше нет en la reunión Contra el aislamiento de Rusia en Internet.El 10 de agosto del mismo año, en la reunión Let's Get Back the Voting Rights en Moscú, el dúo cantaría las canciones "Таблетки" ("Pills") y Смерти больше нет ante 50.000 personas.
En abril de 2020, se lanzaría el tercer álbum del dúo, "До Свидания" ("Goodbye"). En este álbum los artistas: ZillaKami, Ghostemane y Husky hacen apariciones como invitados. también publicarían los videos musicales de las canciones "Плак-Плак" ("Boo-hoo") y "Марш" ("March"), ambas consiguiendo 1 millón de visitas en YouTube en las 24 horas de subidos los videos. En el álbum До Свидания, el dúo continuaría abordando temas políticos, en la canción "TRRST", junto al ex compositor de 6ix9ine, ZillaKami, abordarían la censura, en "Марш" abordarían la supresión de la democracia, y en "Плак-Плак" se abordaría la violencia doméstica, que habría sido despenalizada en 2017.
El tour en Europa que IC3PEAK había programado originalmente para abril de 2020, sería pospuesto hasta finales de 2020 y luego a finales de 2021 debido a la pandemia de COVID-19.

### Popularidad en el extranjero
El proyecto ganaría popularidad fuera de Rusia desde sus inicios. En 2014 después del lanzamiento de su segundo miniálbum "Vacuum", IC3PEAK comenzaría a dar sus primeros conciertos en el extranjero en ciudades de Francia, Letonia, República Checa y Finlandia.
Dos años después, en 2016, el dúo ya habría dado conciertos en América del Sur. Durante su estadía en Brasil, parte del video musical "Go With the Flow" sería filmado en el país brasileño, posterior a los conciertos en Brasil, el dúo haría un tour musical por los Estados Unidos y México.

## Relación con el gobierno ruso
IC3PEAK ha tenido varias controversias con el gobierno de su país, la mayoría de estos debido a los temas que abarcan sus canciones, como serían temas sociales, la política o la censura.

Según la vocalista del dúo, Nastya Kreslina:
"Fuimos censurados junto con otras bandas. La razón: hablamos libremente sobre temas que nos preocupan y que provocan que otros piensen."
El presidente Vladímir Putin diría en una reunión del consejo de cultura adscrito al Kremlin:
"Dicen que el rap y todas esas cosas modernas se basan en tres pilares: sexo, drogas y protesta. De las tres, la única que me preocupa son las drogas...ese es un camino directo a la degradación del pueblo"
Refiriéndose a IC3PEAK y a bandas similares.
El dúo llegaría hasta ser acosado por el Servicio Federal de Seguridad (FSB) por el uso de temas políticos en sus canciones.

### Prohibición de tour en 2018
En otoño de 2018, el dúo, junto a otros artistas rusos independientes, comenzarían a enfrentar problemas con la cancelación de varios de sus conciertos en ciudades rusas por parte de las fuerzas de seguridad locales. El dúo estaría involucrado en una represión de actos de música popular en todas las subdivisiones rusas, donde los conciertos serían cancelados debido a la frenética presión local, que supuestamente provocaría una intervención del Kremlin.
En el segundo álbum musical en ruso de IC3PEAK, "Сладкая Жизнь", en particular, el video musical de Смерти больше нет, el dúo recibiría una amplia respuesta por políticos, siendo algunas de estas por partes de figuras conservadoras que verían el video musical como un insulto al gobierno ruso y a las fuerzas de seguridad nacionales, haciendo también llamadas con mensajes de odio y llamadas con amenazas de suicidio, lo que según ellos, puede tener repercusiones en los seguidores menores de edad.
Debido a las amplias protestas públicas, las fuerzas de seguridad nacionales comenzarían a oponerse activamente al tour planeado anteriormente por el proyecto. Según el dúo, las personas que se hacían llamar representantes de las fuerzas de seguridad hacían llamadas amenazantes a representantes de salas de conciertos en todo el país y los obligaban a cancelar sus conciertos. El apogeo de la confrontación fue la actuación en Novosibirsk el 1 de diciembre de 2018. Ese día, el dúo y los organizadores de conciertos locales serían detenidos en la salida del tren en la estación central del tren de Novosibirsk. Después de una serie de amenazas, búsqueda y 3 horas de detención, la policía nacional, bajo presión pública, incluidos los medios occidentales, se vieron obligados a liberar al dúo sin elaborar protocolos, siendo el concierto desarrollado en otro lugar. 
A raíz de una serie de conciertos cancelados, varios músicos y figuras públicas de todo el mundo expresaron su apoyo activo al proyecto IC3PEAK y se opusieron a la censura de la creatividad en Rusia.

### Líricas explícitas
En el álbum До Свидания, IC3PEAK seguiría hablando de temas políticos sensibles, junto al ex compositor de 6ix9ine, ZillaKami, abordarían temas como el terrorismo, la violencia doméstica y temas relacionados con las fuerzas armadas rusas. 

En la canción TRRST al comienzo de la canción, Natsya diría: 
Mamá, dicen que soy un terrorista (¿qué?)
No hice nada malo, pero me metí en una lista negra
En la canción Марш (''Marcha'') hablaría sobre la supresión de la democracia:
Sin una invitación entran en mi casa, Con una nueva palabra y una nueva ley.
Y Плак-Плак ("Boo-Hoo") trata sobre la violencia doméstica, despenalizada en Rusia en 2017:
Siempre fui buena, nunca fui mala - Toda mi vida como una buena chica obedecí las reglas - Estoy cansada de llorar, cansada de sufrir - De cualquier manera no podré predecir mi propia muerte.
Durante el 2022, su página de VK fue prohibida por las declaraciones hechas por el dúo respecto a la guerra, y como respuesta, lanzaron el video de la canción «Kiss of Death». Su solidaridad con el pueblo ucraniano es notoria y han recaudado fondos para apoyar la ayuda humanitaria en ese vecino país. Sin embargo, ha sido un tema musical polémico, debido a que, según las autoridades, podía tener un impacto en la audiencia al promoverse el suicidio en el video de la canción.

## Etimología
En una entrevista, Nikolay junto con Anastasia mencionaron que el nombre del proyecto fue elegido por casualidad. Los miembros del dúo no pudieron decidir el nombre durante mucho tiempo y acordaron nombrar el proyecto en honor a lo primero que les llamó la atención. Este artículo resultó ser una funda para computadora portátil ICEPEAK. Conceptualmente, la elección se justificó por el hecho de que en la cultura moderna, los músicos a menudo se convierten en una marca, por lo que el proyecto simplemente tomó el nombre de una marca prefabricada. Posteriormente se decidió modificarlo un poco para evitar conflictos con el fabricante.
El nombre IC3PEAK puede tener varias lecturas: "Yo hablo" ("i speak"), "los ojos hablan" ("eyes speak"), o "pico de hielo" ("Ice peak").

## Integrantes
| Integrantes        |                    |                    |                         |                                       |
| Nombre             | Nombre nativo      | Nombre nativo      | Fecha de Nacimiento     | Ocupación                             |
| Nombre             | Ruso               | Romanización       | Fecha de Nacimiento     | Ocupación                             |
| Anastasia Kreslina | Анастасия Креслина | Anastasia Kreslina | 13 de noviembre de 1995 | Cantante principal, vocalista, letras |
| Nickolai Kostylev  | Николай Костылев   | Nikolay Kostylyev  | 31 de agosto de 1995    | Composición visual                    |

### Nastya Kreslina
Anastasia "Nastya" Kreslina (en ruso: Анастасия Креслина) nació el 13 de noviembre de 1995, en Riga, Letonia. A la edad de 7 años, se mudaría junto a su familia a Moscú.
"Cuando me mudé a Moscú con mi familia, tenía siete años y durante mucho tiempo, la ciudad me pareció muy oscura, me dio sentimientos de desesperanza"
Después de finalizar la secundaria, Nastya ingresaría a la Universidad Estatal de Humanidades de Rusia (UEHR). En ese momento, se uniría a la banda #PRIPOY, una banda musical que crea canciones usando instrumentos no convencionales. Pronto, Nastya conocería a NIkolay, quien sería su compañero de clase y que recientemente habría creado su propio proyecto musical, llamado "OCEANIA"; más tarde, Nikolay invitaría a Nastya para colaborar con el como vocalista en sus canciones. Nastya dejaría sus estudios para seguir con su carrera musical.
A inicios de 2015, Nastya crearía su alter ego llamado N3RDY en la página, SoundCloud, en la que publicaría mixtapes de música de varios artistas con géneros musicales que difieren de los que suele hacer IC3PEAK. Nastya haría una colaboración con el artista H∆Z ¥ para crear el sencillo, "よ り 多 く の 愛", que se traduciría al español como "Más amor". Actualmente, la cuenta de Nastya, N3RDY se encuentra inactiva desde el 2017.

### Nikolay Kostylyev
Nikolay Kostylyev (en ruso: Николай Костылев) nació el 31 de agosto de 1995 en Moscú, Rusia; sus padres se habrían conocido en un conservatorio musical, su madre enseñaría piano, mientras que su padre era director de orquesta, en algún momento de la vida de Nikolay, sus padres intentarían introducirlo al mundo de la música académica, pero Nikolay no se vería interesado en seguir una educación musical formal. Nikolay aprendería a tocar la guitarra de manera autodidacta. 
Nikolay ingresaría a la Universidad Estatal de Humanidades de Rusia, para disgusto de sus padres quienes aún esperaban que Nikolay siguiera la línea de músicos profesionales, con lo que, Nikolay comenzaría su proyecto musical "OCEANÍA"; conocería a Nastya, quien sería su compañera de clase. Nikolay invitaría a Nastya para colaborar en su proyecto como vocalista en sus canciones que posteriormente serían subidas a internet. Nikolay al igual que Nastya, dejaría sus estudios universitarios para concentrarse en su carrera como músico.

## Discografía

### Álbumes
- IC3PEAK (2015)
- よン多くン愛 (2015)[38]
- Fallal (2016)
- Сладкая Жизнь (2017)[39][40]
- Сказка (2018)[41][42]
- До Свидания (2020)[43]
- Kiss Of Death (2022)[44]
- Coming Home (2025)

### Sencillos
- "Ellipse" (2014) / Electronica Records
- "I’ll Be Found Remixes" (2014)
- "Really Really" (2014)
- "Kawaii" / "Warrior" (2016) / Manimal Vinyl
- "КТО" (2017) / Self released
- "Monster" (2017) / Manimal Vinyl
- "THIS WORLD IS SICK" (2018)[45]
- "Fairy Tale/Сказка" (2018)
- "No más muerte/Смерти больше нет" (2018)
- "Boo-Hoo / Плак-Плак" (2020)
- "TRRST" (con ZillaKami) (2020)
- "March" / "марш" (2020)
- "VAMPIR" (con Oliver Sykes) (2021)

### EP
- SUBSTANCES (2014) / STYLSS
- Vacuum (2014) / Stellar Kinematics

### Colaboraciones
- "Mirror" (2017) (Boulevard Depo)
- "CRY" (2017) (con Tommy Cash)[46]
- "Burns" (2018) (con Boulevard Depo)
- "THE PIT\\ЯМА" (2020) (con Ghostemane)
- "TRRST" (2020) (con ZillaKami)
- "VAMPIR" (2021) (con Oliver Sykes)
- "ЧЕРВЬ / WORM" (2022) (con Kim Dracula)
- LAST DAY/ новый день con Grimes

## Videoclips musicales
| N.º | Año  | Nombre               |
| --- | ---- | -------------------- |
| 1   | 2014 | «Ether»              |
| 2   | 2014 | «Vacuum»             |
| 3   | 2016 | «Go with the flow»   |
| 4   | 2017 | «Kawaii warrior»     |
| 5   | 2017 | «So safe»            |
| 6   | 2017 | «Make you cry»       |
| 7   | 2017 | «Грустная сука»      |
| 8   | 2017 | «Collapse»           |
| 9   | 2018 | «THIS WORLD IS SICK» |
| 10  | 2018 | «Сказка»             |
| 11  | 2018 | «Смерти больше нет»  |
| 12  | 2020 | «Марш»               |
| 13  | 2020 | «Плак-Плак»          |
| 14  | 2022 | «Death But Pretty»   |
| 15  | 2022 | «Kiss Of Death»      |
| 16  | 2023 | «WORM»               |
| 17  | 2025 | «Где мой дом?»       |

## Premios y nominaciones
- Ganadores de los Jager Music Awards en la categoría electrónica (2017).[47]
- Ganadores del Premio Gargoyle de Oro al Mejor Proyecto Experimental del Año (2017).
- Anastasia Kreslina y Nikolay Kostylev fueron los nominados al premio "30 до 30", dirigido por la Revista Forbes.[48]

## Vida personal
Anastasia y Nikolay llevan un estilo de vida extremadamente cerrado y rara vez aparecen en público. No se sabe con certeza quiénes son entre sí; en las entrevistas, los músicos evitan una respuesta directa a esta pregunta. También en sus entrevistas, Nastya y Nikolay mencionaron que viven en una cabaña de madera, lejos de la vida de la ciudad, y esto les ayuda a concentrarse por completo en el proceso creativo.
“Alquilamos una casa en los suburbios lejanos por ocho meses. La casa en la que estamos parados en la portada del álbum de Sweet Life es realmente la casa en la que ahora vivimos y hacemos música. Tenemos desde la ventana una vista a un bosque de pinos, y también vecinos muy amigables que a veces nos invitan con kebab. Y cuando vas a ir a una velada, para llegar a un taxi, tienes que ponerte cubrezapatos si tienes zapatillas blancas, porque nuestras carreteras son rústicas. No hay nada especial alrededor, solo alcohólicos y madres con hijos."